# LG (기업)
LG는 LG그룹의 지주회사이다. 본사는 서울특별시 영등포구 여의대로 128 (여의도동)에 있다.

## 역사
1947년 1월 5일 락희화학공업사로 설립하였으며, 1974년 2월 1일 (주)럭키로 상호를 바꾸었다. 이후 1995년 2월 1일 LG화학으로 상호를 변경하였으며, 2000년 11월 현대석유화학 PVC/VCM 사업 부문을 인수하였다. 2001년 4월 LG CI(존속법인), LG화학(신설법인)으로 분리하였고, 2003년 3월 LG EI를 흡수합병, LG MRO를 분할 합병하면서 현재의 상호로 변경하였고 2004년 7월 GS홀딩스로 정유, 유통, 홈쇼핑 부분 및 임대사업 부문을 인적분할하였다.

## 참조
1. ↑  볼수록 매력인 '지주회사'《아시아경제》, 2014년 9월 20일

## 같이 보기
- LG그룹